# Сайлык
Сайлык (кирг. Сайлык) — село в Чуйском районе Чуйской области Кыргызстана. Административный центр Сайлыкского аильного округа. Код СОАТЕ — 41708 223 845 01 0.

## География
Село расположено в северной части области, в Чуйской долине, вблизи государственной границы с Казахстаном, восточнее города Токмак. Абсолютная высота — 879 метров над уровнем моря.

## Население
| год     | 2009 | 2014 | 2015 |
| ------- | ---- | ---- | ---- |
| человек | 847  | 1104 | 1483 |